# Marc M. Mouton
Marc M. Mouton (* 1. Juni 1901; † 1. August 1944) war ein US-amerikanischer Politiker. Zwischen 1940 und 1944 war er Vizegouverneur des Bundesstaates Louisiana.

## Werdegang
Weder das Geburtsdatum noch der Geburtsort von Marc Mouton sind überliefert. Er studierte an der Tulane University in New Orleans Medizin. Ob er tatsächlich als Arzt praktizierte, ist ebenso wenig bekannt wie eine eventuelle Verwandtschaft mit der in Louisiana einflussreichen Mouton-Familie. Politisch schloss er sich der Demokratischen Partei an.
1940 wurde Mouton an der Seite von Sam H. Jones zum Vizegouverneur von Louisiana gewählt. Dieses Amt bekleidete er zwischen 1940 und 1944. Dabei war er Stellvertreter des Gouverneurs und Vorsitzender des Staatssenats. Er starb noch im Jahr seines Ausscheidens aus diesem Amt am 1. August 1944.